# Västra Alstads kyrka

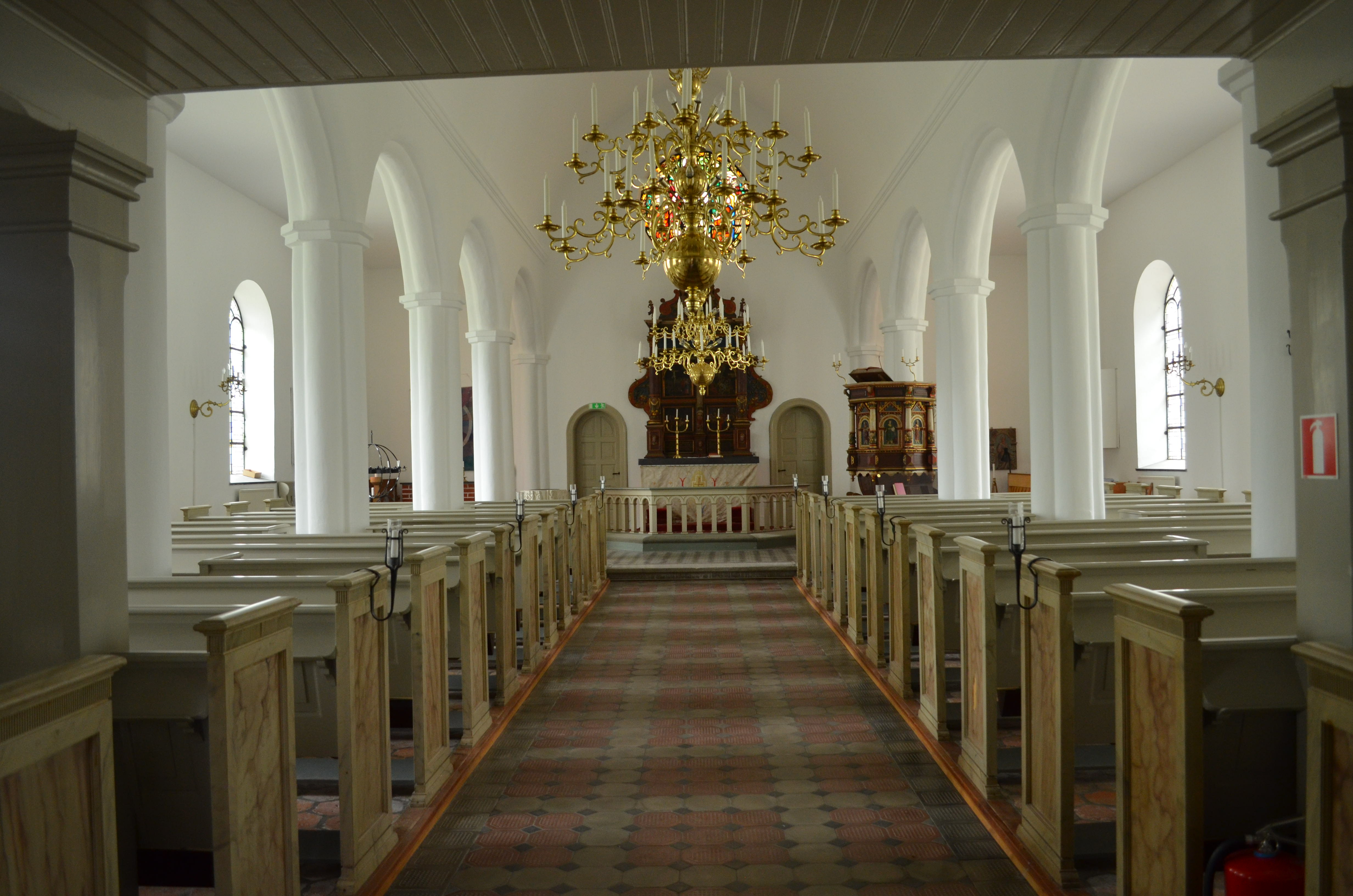
Västra Alstads kyrkas kyrkosal

Västra Alstads kyrka är en kyrkobyggnad i Västra Alstad på Söderslätt i Skåne.
Den tillhör Anderslövs församling i Lunds stift.

## Kyrkobyggnaden
Västra Alstads kyrka är ursprungligen byggd på 1100-talet, men endast nedre delen av tornet är kvar från den tiden. Långhuset uppfördes 1840–1841 och utvidgades åt öster 1898 med nytt kor. Det mesta av tornet byggdes 1780, men bygget fick avslutas i förtid när pengarna tog slut.

## Interiör
- Altaruppsatsen och predikstolen är från 1598 men altaruppsatsen målades om 1695.
- Dopfunten från 1944 i ignabergakalksten är utförd av skulptören Anders Jönsson från Stockholm.

### Orgel
- 1868 byggde Jöns Lundahl & Knud Olsen en orgel med 8 stämmor.
- 1913 byggde Olof Hammarberg, Göteborg en orgel med 15 stämmor.
- Den nuvarande orgeln byggdes 1968 av Olof Hammarberg, Göteborg och är en mekanisk orgel. Fasaden är från 1868 års orgel.

| Huvudverk I         | Svällverk II      | Pedal           | Koppel |
| Principal 8'        | Gedakt 8'         | Subbas 16´      | I/P    |
| Rörflöjt 8'         | Fugara 8'         | Gedaktpommer 8' | II/P   |
| Oktava 4'           | Principal 4'      | Koralbas 4'     | II/I   |
| Traversflöjt 4'     | Koppelflöjt 4'    | Nachthorn 2'    |        |
| Oktava 2'           | Waldflöjt 2'      | Mixtur 3 chor   |        |
| Sesquialtera 2 chor | Nasat 1 1/3'      | Fagott 16'      |        |
| Mixtur 4 chor       | Scharff 2 chor    |                 |        |
| Skalmeja 8'         | Regal 8'          |                 |        |
|                     | Crescendosvällare |                 |        |